# Koabitacja
Koabitacja, kohabitacja (fr. cohabitation – współzamieszkiwanie) – w polityce współistnienie w obrębie władzy wykonawczej – rządu i prezydenta – pochodzących z przeciwnych obozów politycznych. Sytuacja taka ma miejsce, kiedy w trakcie trwania kadencji prezydenta zostaje wybrany parlament, w którego izbie niższej przewagę uzyskuje partia opozycyjna (lub koalicja partii) w stosunku do prezydenta. Wtedy prezydent zmuszony jest powołać premiera i rząd popierany przez większość parlamentarną, a następnie współpracować z nim oraz dzielić kompetencje władzy wykonawczej.
Kohabitacja może występować również w sytuacji, kiedy w trakcie trwania kadencji parlamentu zostanie wybrany prezydent z obozu opozycyjnego w stosunku do większości parlamentarnej.

## W Polsce
W Polsce od 1989 sytuacja, w której premier i prezydent wywodzili się z rywalizujących obozów politycznych wystąpiła ośmiokrotnie:
| Rok       | Prezydent              | Ugrupowania popierające rząd |      |                     |                    |
| --------- | ---------------------- | ---------------------------- | ---- | ------------------- | ------------------ |
| Rok       | Prezydent              | Ugrupowania popierające rząd | 1990 | Wojciech Jaruzelski | UD-PSL-SD-ROAD-FPD |
| 1993–1995 | Lech Wałęsa            | PSL-SLD                      |      |                     |                    |
| 1997–2001 | Aleksander Kwaśniewski | AWS-UW                       |      |                     |                    |
| 2005      | Aleksander Kwaśniewski | PiS                          |      |                     |                    |
| 2007–2010 | Lech Kaczyński         | PO-PSL                       |      |                     |                    |
| 2015      | Andrzej Duda           | PO-PSL                       |      |                     |                    |
| 2023–2025 | Andrzej Duda           | KO-PL2050-PSL-NL             |      |                     |                    |
| od 2025   | Karol Nawrocki         | KO-PL2050-PSL-NL             |      |                     |                    |

## Koabitacja we Francji
We francuskim systemie politycznym ustrój parlamentarny ma charakter dualistyczny – prezydent odgrywa w nim znaczącą rolę. Koabitacja ma miejsce wówczas, gdy najwyżsi przedstawiciele władzy wykonawczej – prezydent i rząd – należą do przeciwstawnych ugrupowań politycznych. Jak powiedział były premier Francji Michel Debré w wystąpieniu z 27 sierpnia 1958 roku, prezydent jest „zwornikiem” takiego ustroju. Jeżeli cieszy się poparciem większości parlamentarnej, odgrywa istotną rolę w państwie, jeżeli nie – zdecydowanie mniejszą.
Taka sytuacja wystąpiła trzykrotnie od momentu wejścia w życie konstytucji z 1958 roku (1986–1988, 1993–1995
i 1997–2002). Zgodnie z konstytucją prezydent reprezentuje Francję za granicą oraz decyduje o kierunkach polityki zagranicznej, natomiast premier jest odpowiedzialny za sprawy wewnętrzne kraju. W przypadku koabitacji prezydent dzieli swoje kompetencje z premierem.
Skrócenie kadencji prezydenckiej z siedmiu do pięciu lat w 2000 roku oraz podjęcie w 2002 r. decyzji o wprowadzeniu zmian w kalendarzu wyborczym (przesunięciu wyborów prezydenckich przed parlamentarne oraz organizowaniu ich w tym samym miesiącu) zmniejszyło prawdopodobieństwo ponownego wystąpienia koabitacji.

### Historia
Były prezydent Valéry Giscard d’Estaing jako pierwszy mówił o możliwości wystąpienia koabitacji. Właściwą nazwę „koabitacja” nadał zjawisku premier Francji Édouard Balladur.
Do pierwszej koabitacji doszło w 1986 roku, gdy po zwycięstwie prawicy w wyborach parlamentarnych prezydent François Mitterrand (Partia Socjalistyczna) mianował Jacques’a Chiraca (przewodniczącego konserwatywnego Zgromadzenia na rzecz Republiki) na szefa rządu. Pierwsza koabitacja trwała do roku 1988, w którym doszło do reelekcji François Mitterranda i rozwiązania przez niego Zgromadzenia Narodowego (niższej izby Parlamentu).
Okres drugiej koabitacji, zwanej „aksamitną” (fr. cohabitation de velours), przypada na lata 1993–1995. François Mitterrand nadal pełnił urząd prezydenta, a funkcję szefa rządu objął wówczas Édouard Balladur.
Trzecia koabitacja wystąpiła w latach 1997–2002 po zwycięstwie koalicji ugrupowań tzw. pluralistycznej lewicy (fr. Gauche plurielle) w przyśpieszonych wyborach parlamentarnych. Było to spowodowane rozwiązaniem Zgromadzenia Narodowego 21 kwietnia 1997 r. przez Jacques’a Chiraca. Z początkiem trzeciego roku jego prezydentury Francję ogarnęła największa od wydarzeń maja 1968 r. fala strajków. Protestowano przeciwko planom ówczesnego premiera Alaina Juppé dotyczącym redukcji dotychczasowego systemu zabezpieczeń socjalnych. Stanowisko szefa rządu Chirac powierzył pierwszemu sekretarzowi Partii Socjalistycznej – Lionelowi Jospin.

#### Polityczna analiza koabitacji
Z perspektywy generała Charles’a de Gaulle’a prezydent był ponadpartyjny, a pojęcie „koabitacja” zupełnie nieadekwatne, gdyż „dwuwładztwo na najwyższych szczeblach władzy byłoby nie do zaakceptowania”. Gdyby do tego doszło, oznaczałoby to, że prezydent nie wzbudza już w ludziach zaufania, więc jedyne, co mu pozostaje, to podać się do dymisji. Zdaniem de Gaulle’a wybór premiera powinien dokonać się przy zachowaniu „kompatybilności” między prezydentem a parlamentem – wskazanie go przez jednego nie powinno budzić sprzeciwu drugiego. W rzeczywistości od czasu bipolaryzacji francuskiego życia politycznego w 1962 r., to znaczy podziału na lewicę i prawicę, prezydent zawsze jawi się jako należący do jednego z dwóch obozów politycznych.
W sytuacji, gdy polityka jest prowadzona głównie przez rząd, prezydent może ją sabotować, odmawiając podpisywania rozporządzeń. Rząd jest wówczas zmuszony wprowadzić je drogą parlamentarną. Teoretycznie prezydent może również skorzystać z prawa do rozwiązania Zgromadzenia Narodowego, co w normalnym toku rzeczy wydaje się politycznie niemożliwe.
Ze względu na to, że prezydent jest zwierzchnikiem sił zbrojnych i przedstawicielem Francji za granicą, ministrowie obrony i spraw zagranicznych są zwykle wybierani na drodze konsensusu między prezydentem i premierem.
Niektórzy uważają koabitację za zgubną dla funkcjonowania państwa francuskiego, ponieważ może uniemożliwiać przeprowadzenie ważnych reform. Zdaniem Lionela Jospina ich wprowadzenie jest jednak możliwe, ponieważ rząd może doskonale pełnić swoją funkcję. Jospin uważa, że koabitacja jest szkodliwa tylko w przypadku braku zgodności w obrębie władzy wykonawczej, gdy między prezydentem a premierem rodzi się pragnienie konfrontacji.
Sposób funkcjonowania koabitacji nie zawsze postrzegany jest jako ułomny. Niektórzy uważają, że jest ona korzystna dla demokracji. Jako katalizator zmian politycznych koabitacja (czy choćby możliwość jej wystąpienia) staje się przeciwwagą dla wyjątkowo długiej (siedmioletniej do 2002 roku) kadencji prezydenta. Dlatego też w 2000 r. wprowadzono mandat pięcioletni (ustawa konstytucyjna nr 2000-964 z 2 października 2000 r.). Zbiegło się to w czasie z wyborami prezydenckimi w 2002 r.

#### Pierwsza koabitacja
Pierwsza koabitacja we Francji trwała od marca 1986 r. do maja 1988 r. Od 1981 roku urząd prezydenta sprawował François Mitterrand, a po wyborach do Zgromadzenia Narodowego w marcu 1986 r. większość parlamentarną zdobyły ugrupowania prawicowe.
François Mitterrand mianował na stanowisko premiera Jacques’a Chiraca, przewodniczącego partii RPR (Zgromadzenie na rzecz Republiki). Po raz pierwszy w dziejach V Republiki, na czele państwa stanęli prezydent i premier o odmiennych poglądach politycznych.
- Koabitacja w zarysie

Prezydent Mitterand mógł postąpić inaczej, korzystając z prawa prerogatywy i ze swej roli arbitra. Artykuł 8-1 konstytucji Republiki Francuskiej pozwala mu powołać premiera o zbliżonych do własnych przekonaniach politycznych. Mitterand mógł też powołać premiera wywodzącego się z ugrupowania centrowego, który mógłby zyskać szerszą akceptację, a następnie czekać na ewentualny upadek rządu. Innym wyjściem mogło być rozwiązanie Zgromadzenia Narodowego. Uzmysłowiłoby to głosującym sprzeczność w dokonywanych wyborach, a prezydentowi dało nadzieję na pomyślny dla niego wynik ponownego głosowania. Gdyby jednak stało się inaczej, prezydent byłby zmuszony do zaakceptowania wyników i mianowania premiera zgodnie z wolą wyborców. François Mitterrand wolał uniknąć konfrontacji i od razu wskazał na stanowisko premiera przewodniczącego zwycięskiej partii.
Podczas pierwszej koabitacji miały miejsce spory między premierem a prezydentem, zwłaszcza w dziedzinie polityki zagranicznej oraz w niektórych sprawach dotyczących polityki krajowej. Podczas formowania rządu prezydent sprzeciwił się mianowaniu niektórych ministrów. Następnie odmówił podpisania rozporządzeń dotyczących prywatyzacji, okręgów wyborczych, czy też zmian czasu pracy, co wywołało spory konstytucyjne. Niemniej udało się osiągnąć pewną równowagę w funkcjonowaniu instytucji państwowych. W tym okresie powstały niepisane zasady przestrzegane przy kolejnych koabitacjach, dzięki którym Francja prezentowała spójne stanowisko na arenie międzynarodowej. Najbardziej interesującym przykładem kompromisu stały się konferencje prasowe odbywające się po ważnych międzynarodowych szczytach. Prezydent Mitterand początkowo chciał wypowiadać się sam, jednak po protestach premiera Chiraca w konferencjach zaczęli brać udział obaj przedstawiciele władzy. Na pytania dziennikarzy premier i prezydent odpowiadali naprzemiennie.

#### Druga koabitacja
Druga koabitacja trwała od marca 1993 roku do maja 1995 roku. Zaistniała w następstwie wyborów parlamentarnych z 21 i 28 marca 1993 r., które zmieniły układ sił w Zgromadzeniu Narodowym. Po wyborach prawica uzyskała 472 z 577 mandatów poselskich.
Na przebieg tej koabitacji znaczący wpływ miały zarówno osobowość prezydenta François Mitteranda, jak i premiera Edouarda Balladura. Ze względu na kurtuazyjne relacje panujące między nimi, koabitacja ta zyskała miano „aksamitnej”.
- Polityka krajowa

„Miałem wielką swobodę w rządzeniu” – mówi były premier Balladur w wywiadzie udzielonym tygodnikowi L’Express. „Tak się umówiliśmy i zawsze rozmawialiśmy otwarcie. Czasem byłem wręcz zaskoczony otwartością jego [Mitteranda] wypowiedzi w naszych rozmowach”.
- Polityka zagraniczna

Zaangażowanie Francji w wydarzenia w Rwandzie
Na ten okres istotny wpływ miały wydarzenia w Rwandzie. W momencie powstawania koabitacji trwała operacja wojskowa „Noroît” (od 1990 r.). Prowadzone były także negocjacje nad porozumieniami w Aruszy. Po ich podpisaniu w sierpniu 1993 r. oraz po zorganizowaniu Misji Organizacji Narodów Zjednoczonych do spraw Pomocy Rwandzie (UNAMIR) w grudniu tego samego roku Francja wycofała wojska z operacji „Noroît”, pozostawiając jednak na miejscu około trzydziestu żołnierzy.
W 1994 r., gdy rozpoczęły się akty ludobójstwa w Rwandzie, Francja podjęła operację wojskową „Amarylis”, mającą za zadanie ewakuować cudzoziemców. Istnienie koabitacji w żaden sposób nie stanęło na przeszkodzie przeprowadzeniu akcji.
W okresie tym Francja była bardzo aktywna na arenie międzynarodowej. Gdy zakończył się masowy mord na ludności cywilnej, ONZ upoważniła rząd francuski do przeprowadzenia operacji „Turkus”, kwalifikowanej jako humanitarna. Wywołała ona liczne kontrowersje, zarówno wśród armii, jak i przedstawicieli władz. 21 czerwca 1994 r. premier Balladur wysłał do prezydenta list ostrzegający o neokolonialnym aspekcie akcji oraz wyrażający wątpliwości co do humanitarnego charakteru przedsięwzięcia.

#### Trzecia koabitacja
Trzecia koabitacja trwała od 1997 roku do 2002 roku. Była osadzona w znacznie innym kontekście politycznym niż dwie poprzednie. Po pierwsze, nastąpiła na skutek nagłego rozwiązania Zgromadzenia Narodowego na rok przed wyborami parlamentarnymi. Po drugie, rozpoczęła się zaledwie dwa lata po objęciu urzędu przez prezydenta i trwała do końca jego 7-letniej kadencji, a zarazem do końca kadencji parlamentu.
- Okoliczności powstania koabitacji

Dwa lata po objęciu urzędu prezydenta Francji przez Jacques’a Chiraca zdecydowana większość parlamentarzystów, pomimo różnic poglądów, popierała rząd Alaina Juppé. W telewizyjnym przemówieniu z 21 kwietnia 1997 r. prezydent Francji oświadczył, że nadchodzące wydarzenia, szczególnie te związane z Unią Europejską, oraz konieczne reformy wymagają „silnej większości, dysponującej odpowiednim czasem na podjęcie działania”. Dodał też, że „już od tej chwili należy wprowadzać poważne zmiany. Trzeba zrobić wszystko, aby w ciągu najbliższych pięciu lat działalność polityków miała większą moc sprawczą. Aby odnieść sukces, Francja musi ponownie nabrać wiatru w żagle. By tak się stało, niezbędne jest wyraźne poparcie obywateli”.
Wraz ze zbliżającymi się wyborami ponownie pojawiła się możliwość utworzenia koabitacji. W wypowiedzi z 20 maja 1997 r. na temat polityki międzynarodowej, a zwłaszcza Unii Europejskiej, Jacques Chirac stwierdził: „Nie zapominajmy, że jeżeli Francja nie będzie mówiła jednym, silnym głosem, to nie obroni swoich interesów”. W pośredni sposób przestrzegał wyborców przed możliwymi konsekwencjami zwycięstwa opozycji w wyborach.
Nazajutrz lider opozycji Lionel Jospin oświadczył jednak, że nawet w okresie koabitacji Francja wciąż będzie mówiła jednym głosem. W wywiadzie dla gazety Le Figaro przypomniał również, że „konstytucja wyraźnie określa kompetencje organów władzy, nawet w przypadku koabitacji. Koabitacja nie jest tajemniczym tworem, ponieważ miała już miejsce dwukrotnie. Najważniejsze to przestrzegać zasad podziału kompetencji”.
- Wydarzenia

Nowy okres koabitacji rozpoczął się po łatwym zwycięstwie koalicji ugrupowań tzw. pluralistycznej lewicy (fr. Gauche plurielle, w której skład wchodziły: Partia Socjalistyczna PS, Francuska Partia Komunistyczna PCF, Lewicowa Partia Radykalna, Ruch Obywatelski MDC, Zieloni), która uzyskała bezwzględną większość w wyborach parlamentarnych z 25 maja i 1 czerwca 1997 r.
2 czerwca 1997 r. Jacques Chirac powołał Lionela Jospina na stanowisko premiera.
Trzecia koabitacja, wielokrotnie określana przez prezydenta mianem „konstruktywnej”, rozpoczęła się jednak od wyjaśnienia o charakterze prawnym. 14 lipca 1997 roku, podczas corocznej konferencji prasowej odbywającej się w dniu Święta Narodowego Francji, Jacques Chirac powiedział: „Konstytucja przewiduje określone reguły; reguły te wyznaczają pewne priorytety i, by tak rzec, sprawiają, że właściwie to Prezydent ma ostatnie słowo”.
Dwa dni później, na posiedzeniu Rady Ministrów, Lionel Jospin skorygował wypowiedź prezydenta: „Nie ma takiej dziedziny w polityce, w której prezydent miałby ostatnie zdanie.”
- Koniec koabitacji

Przed wyborami parlamentarnymi w 2002 roku Jacques Chirac przedstawił swoje krytyczne uwagi. Wcześniej, 14 lipca 1999 roku, twierdził, że koabitacja jest „konstruktywna”, zaś dokładnie 2 lata później krytykował rząd za „brak chęci działania (…) w sprawach bezpieczeństwa” oraz jego „zachowawczość” co do przyszłych reform.
21 kwietnia 2002 roku Jacques Chirac uzyskał najwięcej głosów w pierwszej turze wyborów prezydenckich przy stosunkowo niskim wyniku odchodzącego prezydenta (19.9% oddanych głosów). Szczególne okoliczności drugiej tury, związane z kandydaturą Jean-Marie Le Pena, sprawiły, że Chirac odniósł miażdżące zwycięstwo (82.2%). Miesiąc później w wyborach do parlamentu Unia na rzecz Ruchu Ludowego (UMP) uzyskała bezwzględną większość w Zgromadzeniu Narodowym. Tak zakończyła się trzecia koabitacja.